# 三B絃樂團
三B絃樂團是由高聰明、鄭昭明、侯書宗等臺南市熱心於社會音樂教育人士於1961年所成立的樂團，曾培育出不少如林昭亮、胡乃元、吳庭毓等小提琴家，團名的三B指的是英文「Best、Best、Best」。該團成員為中小學生，由高聰明擔任團長，鄭昭明擔任指揮，並請女指揮家郭美貞擔任客座指揮。
該團在1969年秋曾在郭美貞主導下與光仁國小音樂班管樂組學生合組「中華兒童交響樂團」，多次出國訪問演出。